# (10254) Hunsrück
(10254) Hunsrück – planetoida z pasa głównego asteroid okrążająca Słońce w ciągu 3 lat i 150 dni w średniej odległości 2,26 j.a. Została odkryta 29 września 1973 roku przez Cornelisa i Ingrid van Houtenów na płytach Palomar Schmidt wykonanych przez Toma Gehrelsa. Nazwa planetoidy pochodzi od pasma górskiego Hunsrück położonego pomiędzy rzekami Nahe i Mozelą, słynącego z kamieni półszlachetnych. Przed nadaniem nazwy planetoida nosiła oznaczenie tymczasowe (10254) 2314 T-2.